# Beta Arietis
Beta Arietis (β Ari / β Arietis) é uma estrela da constelação de Aries. Tem também como nomes tradicionais Sharatan, Sheratan ou Sheratim. A sua designação de Flamsteed é 6 Arietis.
É uma estrela binária espectroscópica. A estrela companheira tem um período orbital de 107 dias, com uma excentricidade elevada (0,88). Baseado na massa estimada da companheira, é uma estrela de classe G. Está situada a 60 anos-luz da Terra e tem uma temperatura de 8.200 K.